# MDNA
MDNA е дванадесетият студиен албум на американската поп певица Мадона. Това е първият албум на Мадона, издаден от Live Nation. Първият сингъл от албума Give Me All Your Luvin′ (с участието на Ники Минаж и МИА) е пуснат дигитално на 3 февруари 2012 г.

## Списък на песните

### Оригинален траклист
1. Girl Gone Wild – 3:43
2. Gang Bang – 5:26
3. I'm Addicted – 4:33
4. Turn Up the Radio – 3:46
5. Give Me All Your Luvin′ (с Ники Минаж и Ем Ай Ей) – 3:22
6. Some Girls – 3:53
7. Superstar – 3:55
8. I Don't Give A (с участието на Ники Минаж) – 4:19
9. I'm a Sinner – 4:52
10. Love Spent – 3:46
11. Masterpiece – 3:59
12. Falling Free – 5:13

### Делукс издание
1. Beautiful Killer – 3:49
2. I Fucked Up – 3:29
3. B-Day Song (с Ем Ай Ей) – 3:33
4. Best Friend – 3:20
5. Give Me All Your Luvin′ (Party Rock Remix) (с LMFAO и Ники Минаж) – 4:02

### Делукс издание iTunes Store предварителна заявка
1. Love Spent (акустика) – 4:24

### Японско делукс издание
1. Girl Gone Wild (Justin Cognito Radio Edit) – 3:37

#### Smirnoff Nightlife издание
1. Give Me All Your Luvin' (с Ники Минаж и Ем Ай Ей) – 3:22
2. Beautiful Killer – 3:49
3. Best Friend – 3:20
4. I'm a Sinner – 4:52
5. Love Spent – 3:46
6. Some Girls – 3:53
7. Superstar – 3:55
8. Masterpiece (Kid Capri's Remix) – 3:58
9. Give Me All Your Luvin′ (Just Blaze Bionic Dub) (с Ники Минаж и Ем Ай Ей) – 5:42
10. Turn Up the Radio (Leo Zero Remix) – 7:23
11. Turn Up the Radio (Richard Vission Speakers Blow Remix) – 6:16
12. Give Me All Your Luvin′ (Oliver Twizt Remix) (с Ники Минаж и Ем Ай Ей) – 4:49
13. Give Me All Your Luvin′ (Sultan & Ned Sheppard Remix) (с Ники Минаж и Ем Ай Ей) – 5:59
14. Give Me All Your Luvin′ (Demolition Crew Remix) (с Ники Минаж и Ем Ай Ей) – 7:02

#### Smirnoff Nightlife UK Ремикс EP
1. Give Me All Your Luvin′ (Oliver Twizt Remix) (с Ники Минаж и Ем Ай Ей) – 4:49
2. Give Me All Your Luvin′ (Sultan & Ned Sheppard Remix) (с Ники Минаж и Ем Ай Ей) – 5:59
3. Give Me All Your Luvin′ (Demolition Crew Remix) (с Ники Минаж и Ем Ай Ей) – 7:02
4. Masterpiece (Kid Capri's Remix) – 3:58
5. Turn Up the Radio (Leo Zero Remix) – 7:23
6. Turn Up the Radio (Richard Vission Speakers Blow Remix) – 6:16
7. Turn Up the Radio (Marco V Remix) – 5:48